# Artaxata
Artaxata (em armênio/arménio: Արտաշատ, Artašat) é uma cidade e capital da província de Ararate, na Armênia. De acordo com o censo de 2011, havia 22 269 habitantes.

## História
Fundada por Artaxias I em 190 a.C. na entrada das planícies do rio Araxes. Aníbal, após Antíoco III Magno ter sido conquistado pelos romanos, procurou refúgio com Artaxias e observou um lugar desabitado e que tinha várias vantagens naturais, e sugeriu que Artaxias construísse uma cidade. O rei ficou maravilhado, e pediu a Aníbal que supervisionasse o trabalho; quando a cidade foi terminada, ganhou o nome do rei, e se tornou a capital da Armênia.